# Amblyceps platycephalus
Amblyceps platycephalus är en fiskart som beskrevs av Ng och Maurice Kottelat 2000. Amblyceps platycephalus ingår i släktet Amblyceps och familjen Amblycipitidae. IUCN kategoriserar arten globalt som otillräckligt studerad. Inga underarter finns listade i Catalogue of Life.